# بارك سيتي
بارك سيتي (إلينوي) (بالإنجليزية: Park City, Illinois)‏ هي مدينة تقع في الولايات المتحدة في إلينوي. يقدر عدد سكانها بـ 7,570 نسمة .

## التركيبة السكانية
حدّد مكتب تعداد الولايات المتحدة بيانات التركيبة السكانية لبارك سيتي في تعداد الولايات المتحدة. في ما يلي، التركيبة السكانية حسب تعدادي 2000 و2010.

### تعداد عام 2000
بلغ عدد سكان بارك سيتي 6,637 نسمة بحسب تعداد عام 2000، وبلغ عدد الأسر 2,600 أسرة وعدد العائلات 1,577 عائلة مقيمة في المدينة. في حين سجلت الكثافة السكانية 2,212.3 نسمة لكل كيلومتر مربع (5,729.8/ميل2). وبلغ عدد الوحدات السكنية 2,708 وحدة بمتوسط كثافة قدره 902.7 لكل كيلومتر مربع (2,338.0/ميل2).
وتوزع التركيب العرقي للمدينة بنسبة 60.39% من البيض و7.53% من الأمريكيين الأفارقة و0.23% من الأمريكيين الأصليين و8.83% من الأمريكيين ذوي الأصول الآسيوية و0.15% من سكان جزر المحيط الهادئ و17.31% من الأعراق الأخرى و5.56% من عرقين مختلطين أو أكثر و37.76% من الهسبانيون أو اللاتينيون من أي عرق.
بلغ عدد الأسر 2,600 أسرة كانت نسبة 39.2% منها لديها أطفال تحت سن الثامنة عشر تعيش معهم، وبلغت نسبة الأزواج القاطنين مع بعضهم البعض 43% من أصل المجموع الكلي للأسر، ونسبة 12.3% من الأسر كان لديها معيلات من الإناث دون وجود شريك،  بينما كانت نسبة 5.3% من الأسر لديها معيلون من الذكور دون وجود شريكة وكانت نسبة 39.3% من غير العائلات. تألفت نسبة 32.7% من أصل جميع الأسر من عدة أفراد يعيشون في نفس المنزل ونسبة 7.2% كانت تتألف من شخص يعيش بمفرده يبلغ من العمر 65 عاماً أو أكثر. وبلغ متوسط حجم الأسرة المعيشية 2.55، أما متوسط حجم العائلات فبلغ 3.31.
بلغ العمر الوسطي للسكان 29.7 عاماً. وكانت نسبة 27.9% من القاطنين تحت سن الثامنة عشر، وكانت نسبة 11.5% بين الثامنة عشر والرابعة والعشرين عاماً، ونسبة 36.8% كانت واقعةً في الفئة العمرية ما بين الخامسة والعشرين والرابعة والأربعين عاماً، ونسبة 16.7% كانت ما بين الخامسة والأربعين والرابعة والستين، ونسبة 7.1% كانت ضمن فئة الخامسة والستين عاماً فما فوق. يوجد لكل 100 أنثى 103.3 ذكر، ويوجد لكل 100 أنثى في الثامنة عشر من عمرها فما فوق 103.4 ذكر.
بلغ متوسط دخل الأسرة في المدينة 30,528 دولارًا، أما متوسط دخل العائلة فبلغ 33,381 دولارًا. وكان متوسط دخل الذكور 24,783 دولارًا مقابل 25,911 دولارًا للإناث. وسجل دخل الفرد الخاص بالمدينة 20,399 دولارًا. وكانت نسبة 4.2% من العائلات ونسبة 7.9% من السكان تحت خط الفقر، وكان من هؤلاء نسبة 7.6% تحت سن الثامنة عشر ونسبة 8.9% في الخامسة والستين من العمر وما فوق.

### تعداد عام 2010
بلغ عدد سكان بارك سيتي 7,570 نسمة بحسب تعداد عام 2010، وبلغ عدد الأسر 2,474 أسرة وعدد العائلات 1,752 عائلة مقيمة في المدينة. في حين سجلت الكثافة السكانية 2,523.3 نسمة لكل كيلومتر مربع (6,535.3/ميل2). وبلغ عدد الوحدات السكنية 2,687 وحدة بمتوسط كثافة قدره 895.7 لكل كيلومتر مربع (2,319.9/ميل2).
وتوزع التركيب العرقي للمدينة بنسبة 45.52% من البيض و7.38% من الأمريكيين الأفارقة و0.96% من الأمريكيين الأصليين و5.35% من الأمريكيين ذوي الأصول الآسيوية و0.13% من سكان جزر المحيط الهادئ و36.76% من الأعراق الأخرى و3.88% من عرقين مختلطين أو أكثر و65.17% من الهسبانيون أو اللاتينيون من أي عرق.
بلغ عدد الأسر 2,474 أسرة كانت نسبة 50.3% منها لديها أطفال تحت سن الثامنة عشر تعيش معهم، وبلغت نسبة الأزواج القاطنين مع بعضهم البعض 44.8% من أصل المجموع الكلي للأسر، ونسبة 17.7% من الأسر كان لديها معيلات من الإناث دون وجود شريك،  بينما كانت نسبة 8.3% من الأسر لديها معيلون من الذكور دون وجود شريكة وكانت نسبة 29.2% من غير العائلات. تألفت نسبة 23.2% من أصل جميع الأسر من عدة أفراد يعيشون في نفس المنزل ونسبة 6.1% كانت تتألف من شخص يعيش بمفرده يبلغ من العمر 65 عاماً أو أكثر. وبلغ متوسط حجم الأسرة المعيشية 3.06، أما متوسط حجم العائلات فبلغ 3.65.
بلغ العمر الوسطي للسكان 29.1 عاماً. وكانت نسبة 33.4% من القاطنين تحت سن الثامنة عشر، وكانت نسبة 9.6% بين الثامنة عشر والرابعة والعشرين عاماً، ونسبة 31.9% كانت واقعةً في الفئة العمرية ما بين الخامسة والعشرين والرابعة والأربعين عاماً، ونسبة 18.6% كانت ما بين الخامسة والأربعين والرابعة والستين، ونسبة 6.4% كانت ضمن فئة الخامسة والستين عاماً فما فوق. وتوزع التركيب الجنسي للسكان بنسبة 50.3% ذكور و49.7% إناث.